# Empire (2015)
Empire is een muzikale dramaserie van de Amerikaanse televisiezender Fox. De serie, bedacht door Lee Daniels en Danny Strong, werd uitgezonden van 7 januari 2015 tot 21 april 2020. In Nederland waren de eerste drie seizoenen in 2016 en 2017 te zien op Fox en BNNVARA.
Hoewel de opnamen plaatsvonden in Chicago, speelt de serie over het fictieve platenlabel Empire Entertainment zich af in New York. Lucious Lyon krijgt te horen dat hij ALS heeft, en moet uit zijn drie zoons een opvolger kiezen.

## Personages

### De Lyons
- Lucious Lyon (Terrence Howard) is een voormalig rapper en drugsdealer die Empire tot een vermogend label heeft gemaakt. Het verleden haalt hem echter in wanneer er ALS bij hem wordt vastgesteld. Dit blijkt uiteindelijk de verkeerde diagnose, maar daarmee is Lucious nog niet uit de problemen; in het derde seizoen wordt er een moordaanslag op hem gepleegd waarbij hij tijdelijk zijn geheugen kwijtraakt.

- Cookie Lyon (Taraji P. Henson) is de uitgesproken vrouw van Lucious en de moeder van zijn drie zoons. Cookie heeft Empire mede-opgericht, maar de belangrijkste jaren van het label en haar zoons zijn aan haar voorbijgegaan; ze zat zeventien jaar in de gevangenis omdat ze net als Lucious een drugsdealer was. Na haar vrijlating barst een machtsstrijd los; dit leidt er toe dat Cookie in het tweede seizoen een eigen label begint. Ze keert echter terug na de overname van Lyon Dynasty door Empire en wordt zowel mede-directeur als hoofd A&R. Ondertussen verslaat Cookie haar man met zijn eigen wapens door vreemd te gaan met Malcolm Deveaux (seizoen 1), Laz Delgado (seizoen 2) en Angelo DuBois (seizoen 3).

- Andre Lyon (Trai Byers) is de oudste zoon van Lucious en Cookie; hij heeft aan de Wharton School gestudeerd, en is manisch-depressief. Andre is financieel directeur; hij wil Empire overnemen, maar raakt in een machtsstrijd verwikkeld met zijn broers. In het tweede seizoen helpt hij Cookie en Hakeem met de oprichting van Lyon Dynasty, maar keert binnen de kortste keren terug bij Empire. Later wordt Andre benoemd tot hoofd benoemd van Gutter Life, een sublabel voor rappers als Freda Gatz. Aan het eind van het derde seizoen en het begin van het vierde krijgt hij een grote klap te verwerken; zijn echtgenote Rhonda komt bij een val te overlijden. Daarna krijgt  Andre relaties met Nessa, Charlotte en Pamela.

- Jamal Lyon (Jussie Smollett) is de middelste zoon; hij is een singer-songwriter die zich afzet tegen het bedrijfsaspect van de muziekindustrie. Mede vanwege zijn homoseksualiteit wordt Jamal door zijn vader als het zwarte schaap van de familie beschouwd. Daarentegen is hij Cookies lievelingszoon en heeft hij een sterke band met Hakeem. Aan het einde van het eerste seizoen wordt Jamal als troonopvolger aangewezen, en in het tweede seizoen als interim-directeur wanneer Lucious gearresteerd wordt. Nadat hij per ongeluk is neergeschoten door Freda Gatz begint Jamal verschijnselen van PTSD te tonen en raakt hij verslaafd aan pijnstillers. Uiteindelijk wordt hij in een afkickkliniek opgenomen. Vanwege het schandaal rond Smolletts verzonnen ontvoering komt Jamal sinds de laatste twee afleveringen van het vijfde seizoen niet meer voor; wel wordt zijn naam nog veelvuldig genoemd.

- Hakeem Lyon (Bryshere Y. Gray) is de jongste zoon van Lucious en is diens lieveling; de aanstormende rapper heeft aanvankelijk moeite met de terugkeer van Cookie en heeft een hechte band met Jamal. Hakeem heeft relaties gehad met Tiana, Camilla, Anika, Valentina en Laura.

### Overigen
- Anika Calhoun Grace Byers is het oorspronkelijke ambitieuze hoofd A&R van Empire. Ze is de verloofde van Lucious totdat deze haar bij de terugkeer van Cookie aan de kant zet. Na haar vertrek bij Empire duikt ze uit wraak her bed in met Hakeem van wie ze zwanger wordt. De troonopvolging van Empire lijkt hiermee veiliggesteld totdat Andre's echtgenote Rhonda ook zwanger blijkt te zijn. Anika duldt geen concurrentie en duwt Rhonda van de trap met een miskraam als gevolg. Cookie kan Anika niet uitstaan en noemt haar Boo Boo Kitty.
- Vernon Turner (Malik Yoba) is een oude vriend van Lucious en is voorzitter van Empire. Aan het einde van het eerste seizoen wordt hij door Rhonda vermoord omdat hij Andre aanviel. Beiden verborgen het lijk.
- Rhonda Lyon (Kaitlin Doubleday) is de lieftallige echtgenote van Andre. Ze staat hem onvoorwaardelijk bij in zijn pogingen de nieuwe directeur van Empire te worden en helpt hem aan het geloof. Hun liefde lijkt met een baby te worden bekroond, maar de jaloerse Anika duwt Rhonda van de trap met een miskraam als gevolg. Na haar herstel neemt Rhonda Anthony & Cleopatra - de modetak van Empire - over van de betreurde Camilla Marks-Whiteman (Naomi Campbell). In het derde seizoen gaat ze de confrontatie aan met Anika; ze valt echter van een gebouw en maakt een dodelijke landing op een auto. In het vierde seizoen keert Anika echter terug als geest tijdens Andres hallucinaties.
- Porsha Taylor (Ta'Rhonda Jones} is Cookies uitvoerend assistent.
- Rebecca "Becky" Williams (Gabourey Sidibe) is Lucious' uitvoerend assistent die dankzij vicevoorzitter Jamal wordt gepromoveerd tot A&R-manager van Empire en Gutter Life. Op verzoek van Cookie neemt ze in het vierde seizoen Anika's plek over.
- Tiana Brown (Serayah) is een zangeres die door Empire is gecontracteerd. Ze heeft een relatie met Hakeem en gaat in het tweede seizoen met hem mee naar Lyon Dynasty; ze knapt echter op Hakeem af omdat hij meer belangstelling toont voor Laura. Daarna pakken ze de draad weer op en past Tiana op Hakeems dochter Bella terwijl Anika in de gevangenis zit. Halverwege het vierde seizoen wordt ze gchanteerd door Eddie Barker (Forest Whitaker) en wijst ze een huwelijksaanzoek van Hakeem af. Tiana, inmiddels de belangrijkste artiest van Empire, keert echter bij hem terug wanneer ze zwanger van hem blijkt te zijn.
- Freda 'Gatz' Gathers (Bre-Z) is de rappende dochter van de vermoorde Frank Gathers. Lucious doet alsof ze een surrogaatdochter voor hem is, maar gebruikt haar om haar op te zetten tegen Hakeem.
- Tariq Cousins (Morocco Omari) is een halfbroer van Lucious. Hij is FBI-agent.
- Leslie 'Shine' Johnson (Xzibit) is Lucious' aartsrivaal. Volgens eigen zeggen is hij "100% wolf, 100% gangsta". Shine lijkt in het vierde seizoen weer met Lucious door een deur te kunnen, maar hij loopt in de val en wordt vermoord.